# Boerderij 't Klooster
't Klooster is een voormalige langhuisboerderij en rijksmonument aan de Eemstraat 16 in Soest in de provincie Utrecht.
De boerderij stamt waarschijnlijk al uit de 16e eeuw. De naam verwijst naar het voormalige klooster Mariënburg waartoe het ooit behoorde. Dit vrouwenklooster behoorde tot de Orde van de Brigittijnen. De nonnen hadden als leefregels kuisheid, gehoorzaamheid en vrijwillige armoede. Na een aantal verbouwingen is het een dwarshuisboerderij geworden. Blijkens een oude akte werd 't Klooster tweehonderd jaar bewoond door de familie Van 't Klooster. De muren bestaan deels uit kloostermoppen en zijn soms bijna een meter dik. 
In de laatste helft van de negentiende eeuw werden het huis en de stal uitgebreid.
In 1928 vond een vernieuwing plaats ondertoezicht van architect  Arnold Brouwer (1900-1989) uit Soest. Het bakhuis en de karnmolens en de bedsteden in de opkamer zijn toen verdwenen. 
In de voorkamer is een schouw bewaard gebleven met daarin een tegeltableau met een Bijbelse voorstelling.
Bij de boerderij staat een schaapskooi. De boerderij wordt gebruikt als woning en opnamestudio.